# Чуковац (Бойник)
Чуковац (серб. Ћуковац) — населённый пункт в общине Бойник Ябланичского округа Сербии.

## Население
Согласно переписи населения 2002 года, в селе проживало 122 человека (121 серб и 1 лицо неизвестной национальности).
| Численность населения | Численность населения | Численность населения | Численность населения | Численность населения | Численность населения | Численность населения | Численность населения |
| 1948                  | 1953                  | 1961                  | 1971                  | 1981                  | 1991                  | 2002                  | 2011                  |
| --------------------- | --------------------- | --------------------- | --------------------- | --------------------- | --------------------- | --------------------- | --------------------- |
| 404                   | 386                   | 317                   | 218                   | 194                   | 127                   | 122                   | 72                    |

## Религия
Согласно церковно-административному делению Сербской православной церкви, село относится к Бойницкому (Придворицкому) приходу Ябланичского архиерейского наместничества Нишской епархии. В селе расположен храм Святого Пантелеимона.